# Король Шумавы
«Король Шумавы» (чеш. Král Šumavy) — чехословацкий чёрно-белый художественный фильм, снятый режиссёром Карелом Кахиня в 1959 году на киностудии Баррандов.
Экранизация приключенческого романа Рудольфа Кальчика.
Фильм вышел на экраны 25 декабря 1959 года.

## Сюжет
Действие фильма происходит летом 1948 года на участке чехословацко-немецкой границы в Шумаве и повествует о чехословацких пограничниках и их борьбе с контрабандистами и беженцами, которые хотят покинуть страну после прихода к власти коммунистов.
Помощь нелегалам оказывает неуловимый «Король Шумавы», которому известны тайные тропы через болотные топи, ведущие на Запад.
Капитан Земан, сотрудник корпуса национальной безопасности, недавно прибывший на пограничную заставу, решает поймать «Короля» и открыть его тайну.
По мнению критиков фильм по своей стилистике, да отчасти и по содержанию напоминает шедевр В. Жалакявичюса «Никто не хотел умирать», который был создан позже и не исключено, что под влиянием «Короля Шумавы». Выдающийся чешский режиссёр Карел Кахиня мастерски строит интригу, актёры играют превосходно, создавая целую галерею психологически убедительных характеров. Но ко всему прочему это ещё и поэтическое кино, где огромную роль играют превосходно снятые пейзажи.

## В ролях
- Иржи Вала — капитан Земан (озвучание — Аркадий Песелев)
- Йиржина Шворцова — Мария Рысова (озвучание — Нина Никитина)
- Радован Лукавский — Грот (озвучание — Борис Баташев)
- Ярослав Марван — Беран (озвучание — Владимир Соловьёв)
- Мирослав Голуб — Палечек (озвучание — Степан Бубнов)
- Иржи Голый — Петр Кала, местный чудак и вдовец
- Рудольф Елинек — сержант Цыганек (озвучание — Анатолий Кузнецов)
- Владимир Меншик — Бурдишка (озвучание — Владислав Баландин)
- Илья Прахарж — командир подразделения КНЦ (озвучание — Владимир Балашов)
- Станислав Ремунда —  Павел Рыс
- Эва Ироушкова — Рихова
- Фердинанд Крута — Громадка (озвучание — Владимир Сез)

## Съёмочная группа
- Сценарий — Франтишек Дворжак, Рудольф Кальчик, Карел Кахиня
- Режиссёр — Карел Кахиня
- Оператор — Йозеф Иллик
- Композитор —Милош Вацек
- Художник — Карел Черны
- Звукооператор — Франтишек Шинделарж